# Aïn Harrouda
Aïn Harrouda (en berbère : Ɛin Ḥerruda ⵄⵉⵏ ⵃⵔⵔⵓⴷⴰ ; en arabe : ﻋﻴﻦ ﺣﺮﻭﺩﺓ) est une ville du nord-ouest du Maroc, située à 17 km au nord de Casablanca.
Elle fait partie de la grande métropole Casablancaise, la population s'élève à environ 75 000 habitants.
Elle est le nœud de l'infrastructure des routes et autoroutes du nord de Casablanca, reliée par l'autoroute Casa-Settat, par le TER[Quoi ?] Al Bidaoui, par le périphérique sud et la rocade de contournement en direction de Marrakech et Mohammédia, ainsi que par la RN 7 en direction d'El Jadida.
Ain Harrouda dispose aussi d'une importante zone industrielle regroupant notamment la raffinerie de pétrole la Samir, mais aussi d'autres entreprises.